# Chingstuel
Chingstuel är en bergstopp i Schweiz.   Den ligger i kantonen Obwalden, i den centrala delen av landet, 60 km öster om huvudstaden Bern. Toppen på Chingstuel är 2 117 meter över havet, eller 240 meter över den omgivande terrängen. Bredden vid basen är 3,3 km.
Terrängen runt Chingstuel är huvudsakligen bergig, men den allra närmaste omgivningen är kuperad. Närmaste större samhälle är Meiringen, 5,0 km söder om Chingstuel. 
Trakten runt Chingstuel består i huvudsak av gräsmarker. Runt Chingstuel är det glesbefolkat, med 17 invånare per kvadratkilometer.